# Syderonatryt
Syderonatryt – minerał z grupy siarczanów.

## Występowanie
- Potosí, Boliwia
- Antofagasta, Chile
- Zagłębie Ruhry, Niemcy